# Polynema illustre
Polynema illustre är en stekelart som beskrevs av Soyka 1956. Polynema illustre ingår i släktet Polynema och familjen dvärgsteklar. Inga underarter finns listade i Catalogue of Life.